# Cuotas Negociables de Energía
Las Cuotas Negociables de Energía o bien CNE (del inglés TEQs: Tradable Energy Quotas) forman parte de una propuesta de política a escala nacional, la cual apunta a una reducción de las emisiones  contaminantes y el consumo de energía mediante un sistema de negociación abierto, que pone el foco en el consumo personal de energía como principal elemento de medida. El esquema ha sido motivo de un creciente interés por parte del gobierno del Reino Unido, y está explícitamente diseñado para enfrentar en forma conjunta a los dos fenómenos ambientales globales de mayor impacto presente y futuro: el Cambio climático y el pico del petróleo.

## Historia

### Inicios
La idea original surge de los trabajos del pensador, escritor y ambientalista británico David Fleming, quien publicó por primera vez el modelo TEQs en junio de 1996, aunque en aquella época usaba el acrónimo "DTQ" (Domestic 
Tradable Quotas - Cuotas Negociables Domésticas). Dicha denominación original fue luego cambiada debido a frecuentes confusiones que provocaba la palabra "doméstica". El sentido que se pretendió reforzar era que la base del sistema estaba representada por los consumos energéticos de los hogares e individuos, y diferenciarse así de una terminología más frecuente en ámbitos afines al comercio nacional e internacional. Los escritos originales de Fleming fueron seguidos por informes de trabajo, una publicación periodística, y varias presentaciones en organismos gubernamentales británicos y ONGs. Fue invitado varias veces para disertar en el Comité de Ciencia y Tecnología de la Cámara de los Lores, y luego el 7 de julio de 2004 su propuesta fue presentada como proyecto de ley al Parlamento por Colin Challen, miembro del Partido Laborista.

### Interés creciente
A partir del hecho de ser tratado en el Parlamento Británico, el sistema de las CNE tuvo mayor repercusión y fue ampliamente estudiado por institutos y centros internacionales de investigación, incluyendo el Environmental Change Institute de la Universidad de Oxford, el Natural Environment Research Council, la Royal Society of Arts, y el Institute for Public Policy Research, además de otros. Como consecuencia fueron publicados diversos informes académicos, seguidos de un libro escrito por Mayer Hillman titulado Cómo podemos salvar el planeta.

### Interés del Gobierno Británico
En el año 2005 David Fleming publicó la primera edición de su libro La Energía y el Propósito Común (actualmente va por su tercera edición), que es algo así como la guía práctica para la implementación del sistema de las CNE. Por entonces las CNE ya eran tema bastante habitual de discusiones en ámbitos académicos especializados en investigaciones ambientales, hasta que en 2006 David Miliband, por entonces Secretario de Estado para el Medio Ambiente, Alimentación y Asuntos Rurales, le encargó un estudio al Centro de Energía Sustentable para profundizar en la factibilidad de la idea, el cual entre otras conclusiones arribó a que "una cuantificación personal del consumo de carbono en combinación con un sistema negociable, tiene gran potencial para lograr ahorros de emisiones en una forma más justa que los impuestos al carbono, y recompensaría a las personas que deciden adoptar un estilo de vida de baja energía." Seguidamente se realizó un estudio gubernamental de pre-factibilidad sobre el sistema, y cuatro reportes del mismo fueron publicados en mayo de 2008.

### Estudio de Pre-factibilidad del Departamento de Energía y Cambio Climático
Una de las conclusiones del estudio de pre-factibilidad fue que "la negociación del consumo personal de carbono puede involucrar a los ciudadanos para tomar cartas en el asunto y combatir el cambio climático, pero es un esquema que está esencialmente adelantado a su tiempo, y los costos esperables para su implementación son altos."
Después de esto, el Gobierno Británico anunció que continuaba interesado en el concepto de las cantidades personales negociables de carbono, y aunque por el momento no iba a seguir destinando fondos a dicho programa, se iba a continuar monitoreareando el tema sobre la base de la riqueza de la investigación, y podría llegar a implementar el sistema de negociación de cuotas de carbono, en caso de que cambien las estadísticas de la situación de ahorro de carbono y los costos que el plan implicaría.
Dicho anuncio fue duramente criticado por diversos grupos de investigadores y ambientalistas, incluyendo el propio Comité de Auditoría Ambiental del Parlamento, cuyo pronunciamiento por un lado elogiaba al Gobierno por su intención de mantener vigentes los trabajos académicos en la materia, y por otro lo urgía a tomar un rol más comprometido en dicha dirección, impulsando debates y coordinando más investiganciones.
En enero de 2011 la Comisión Multipardidaria del Parlamento Británico sobre el Pico del Petróleo emitió un comunicado basado en las propuestas de David Fleming, en el que expresaban diversas críticas y urgencias al Gobierno para que se avance en forma decidida en la implementación de las CNE. Uno de los principales impulsores del sistema CNE en el presente es Shaun Chamberlin, director actual del proyecto, especialista en cambio climático y descenso energético, miembro activo del Movimiento de Transición, y autor del libro Tabla de tiempos de la Transición.

## Resumen del sistema basado en las CNE
1. Las CNE (Cuotas Negociables de Energía) son parte de un sistema de racionamiento de energía diseñado para ser puesto en funcionamiento a escala nacional.
2. Hay dos razones fundamentales que hacen necesario a este sistema:
- El Cambio Climático - Para garantizar que se logren los objetivos de reducción de emisiones.
- El Pico del Petróleo - Para mantener una distribución justa de los combustibles y la electricidad disponible durante la escasez.

3. Las CNE se miden en unidades.
4. Cada persona adulta recibe en forma gratuita igual cantidad de unidades de CNE por semana. Otros usuarios de energía tales como los Gobiernos, Industrias, etc., podrán obtener más unidades a través de licitaciones semanales o subastas.
5. Si un individuo usa menos unidades que las que le fueron adjudicadas, puede vender el excedente en forma libre. Todas las transacciones se hacen a un precio nacional que podrá aumentar o descender en función de la demanda. Comprar y vender CNE puede ser tan simple como manejar una tarjeta de crédito o un teléfono móvil. La propuesta es establecer presupuestos individuales o personales de carbono o energía.
6. Todos los combustibles y la electricidad estarán graduados en unidades de una "escala de carbono". Una unidad representa un kilogramo de Dióxido de Carbono (CO2) o su equivalente en otros gases de efecto invernadero que se liberan a la atmósfera como resultado de la producción y consumo de combustibles.
7. Cuando un individuo compra energía, tal como gasolina para su automóvil o electricidad para su casa, las unidades correspondientes a la cantidad de energía que ha comprado se deducen de su cuenta de CNE, y esto se contabiliza al margen del pago en dinero. Las transacciones de CNE generalmente serán automáticas, usando las tarjetas de crédito o débito.
8. El número total de unidades disponibles en el país se establece en el Presupuesto General de CNE. El volumen global de dicho presupuesto bajará año tras año, paso a paso, tal como en una escalera descendente.
9. El Presupuesto General será fijado por el Comité del Cambio Climático, el cual será independiente del Gobierno. El Gobierno en sí mismo debe encuadrarse en el esquema de las CNE, y su rol es apoyar al país en el marco de los objetivos para la reducción del carbono y la energía disponible.
10. Como el precio de las CNE será determinado por la demanda nacional, esto resultará en un interés general de todos los habitantes, ayudándose unos a otros para reducir la demanda de energía, trabajando en conjunto, y construyendo un objetivo nacional en torno a este propósito común.